# Djemah
Djemah è una subprefettura della Prefettura di Haut-Mbomou, nella Repubblica Centrafricana.